# Nikolaj Mohr
Nikolaj Mohr, né le 22 novembre 1742 à Tórshavn, aux îles Féroé, et mort le 4 février 1790, est un naturaliste et linguiste féroïen de l'âge des Lumières.

## Biographie
Après ses études à l'"école latine" de Tórshavn, il étudie à l'université de Copenhague les sciences et l'économie, plutôt que la théologie, comme l'ont fait précédemment tous les Féroïens. Dans la capitale danoise, il a comme compagnon d'étude son condisciple de Tórshavn Jens Christian Svabo, son cadet de quelques années, avec lequel il est pensionnaire du Collège royal (Regensen).
En 1780, il est envoyé en mission en Islande, aux frais de la Couronne, essentiellement aux fins de prospecter l'île à la recherche de gisements de kaolin pour les besoins de la manufacture royale de porcelaine de Copenhague. Revenu au Danemark l'année suivante, il reçoit instruction, en 1786, de prendre part à l'expédition de Poul Løvenørn dans la colonie orientale du Groenland. Cette même année, il devient contrôleur à la manufacture de porcelaine.
Nicolaj Mohr meurt le 4 février 1790, laissant une veuve, Anna Cathrine, née Pedersen.

## Œuvres
Nikolaj Mohr publie, en 1786, un Essai pour une histoire naturelle de l'Islande, accompagnée de diverses observations, économiques et autres (Forsøg til en islandsk Naturhistorie med adskillige oekonomiske samt andre Anmærkninger). Illustré de sept planches, l'ouvrage apporte notamment une contribution précieuse à la connaissance de l'avifaune nordique et est la première monographie à avoir été entièrement consacrée à la géologie, à la faune et à la flore de l'île et à en décrire les espèces vivantes en utilisant la nomenclature binominale de Linné.
Dans le domaine des sciences naturelles, on mentionnera encore son mémoire De la manière qu'ont les Féroïens, les Écossais et les habitants des îles Shetland de chasser les oiseaux de mer (Om Maaden, hvorpaa Færøenserne, Skotterne og Indbyggerne paa Hetland fange Yngelen af Sejen).
Par ailleurs, Nikolaj Mohr assista Svabo dans ses travaux de pionnier de la lexicographie féroïenne, dont la rédaction du premier dictionnaire du féroïen, qui ne fut jamais publié de leur vivant.